# Identità di Picone
In analisi matematica, nel settore delle equazioni differenziali ordinarie, l'identità di Picone, il cui nome si deve a Mauro Picone, è un risultato considerato classico per le equazioni differenziali lineari omogenee del secondo ordine. È utile per studiare le oscillazioni delle loro soluzioni, ma è stata generalizzata per altri tipi di equazioni differenziali e di equazioni alle differenze.
L'identità di Picone serve per dimostrare il teorema del confronto di Sturm-Picone.

## Enunciato
Si supponga che {\displaystyle u} e {\displaystyle v} siano le soluzioni di due equazioni differenziali omogenee lineari del secondo ordine, scritte in forma autoaggiunta:
{\displaystyle (p_{1}(x)u')'+q_{1}(x)u=0}
e:
{\displaystyle (p_{2}(x)v')'+q_{2}(x)v=0}
Allora, per ogni {\displaystyle x} tale che {\displaystyle v(x)\neq 0}, vale la seguente identità:
{\displaystyle \left({\frac {u}{v}}(p_{1}u'v-p_{2}uv')\right)'=\left(q_{2}-q_{1}\right)u^{2}+\left(p_{1}-p_{2}\right)u'^{2}+p_{2}\left(u'-v'{\frac {u}{v}}\right)^{2}}

### Dimostrazione
Basta svolgere i calcoli:
{\displaystyle {\begin{aligned}\left({\frac {u}{v}}(p_{1}u'v-p_{2}uv')\right)'&=\left(up_{1}u'-p_{2}v'u^{2}{\frac {1}{v}}\right)'=\\&=u'p_{1}u'+u(p_{1}u')'-(p_{2}v')'u^{2}{\frac {1}{v}}-p_{2}v'2uu'{\frac {1}{v}}+p_{2}v'u^{2}{\frac {v'}{v^{2}}}=\\&=p_{1}u'^{2}-2p_{2}{\frac {uu'v'}{v}}+p_{2}{\frac {u^{2}v'^{2}}{v^{2}}}+u(p_{1}u')'-(p_{2}v')'{\frac {u^{2}}{v}}=\\&=p_{1}u'^{2}-p_{2}u'^{2}+p_{2}u'^{2}-2p_{2}u'{\frac {uv'}{v}}+p_{2}\left({\frac {uv'}{v}}\right)^{2}-u(q_{1}u)+(q_{2}v){\frac {u^{2}}{v}}=\\&=\left(p_{1}-p_{2}\right)u'^{2}+p_{2}\left(u'-v'{\frac {u}{v}}\right)^{2}+\left(q_{2}-q_{1}\right)u^{2}\end{aligned}}}